# El invierno (película de 2016)

El invierno es una película argentina. Se trata de la ópera prima -de género dramático- del director argentino Emiliano Torres, protagonizada por Alejandro Sieveking y Cristian Salguero. Se estrenó mundialmente el 22 de septiembre de 2016 en el Festival Internacional de Cine de San Sebastián y tuvo su estreno local en Argentina el 6 de octubre de ese año. Fue producida por Wanka Cine (Argentina) y Ajimolido Films (Argentina), en coproducción con Cité Films (Francia), Orange Studio (Francia), RTA Radio y Televisión Argentina Sociedad del Estado (Argentina) y Tronco (Argentina). Contó con el apoyo del INCAA, Instituto Nacional de Cine y Artes Audiovisuales.

## Sinopsis
Evans, el viejo capataz de una estancia patagónica, recibe a un nuevo grupo de trabajadores que llegan para participar en la temporada de esquila. Dentro del grupo se destaca Jara, un joven hábil y silencioso llegado de una lejana provincia del noroeste argentino. Los trabajos llegan a su fin y Evans ve cómo sus peores temores se vuelven realidad: luego de una vida dedicada a ese lugar y a ese trabajo, es despedido y reemplazado por Jara. El cambio no será fácil para ninguno de los dos. Cada uno a su manera deberá encontrar la forma de sobrevivir al siguiente invierno.

## Producción
Wanka Cine y Ajímolido Films, en coproducción con Cité Films, Orange Studio, RTA y Tronco.

## Reconocimientos
- Premio Especial del Jurado / 64.º Festival Internacional de Cine de San Sebastián - Sección Oficial.
- Premio a la Mejor Fotografía / 64.º Festival Internacional de Cine de San Sebastián - Sección Oficial.
- Mejor Actor / 25º Festival de Biarritz - Competencia Oficial.
- Mejor Película Premio de la Crítica Francesa / 25º Festival de Biarritz - Competencia Oficial.
- Mejor Ópera Prima / 38.º Festival Internacional de Cine de La Habana, Cuba.
- Mejor Película / 1er Festival Internacional de Macao.
- Mejor Película Iberoamericana / Seattle Film Festival 2017.
- Premio Cinéma en Construction / Festival de Cine Latinoamericano de Toulouse 2016.
- Premio Ciné + / Festival de Cine Latinoamericano de Toulouse 2016.
- Premio Balance de Oro / Pantalla Pinamar 2017.
- Premio Signis / Pantalla Pinamar 2017.
- Premio DAC Directores Argentinos Cinematográficos, Graba 01, Mendoza, 2017.
- Premio Asociación Críticos Argentinos, Festival Graba 01, Mendoza, 2017.
- Candidata a Premios Cóndor de Plata 2016: Mejor Ópera Prima, Mejor Guion Original, Mejor Fotografía, Mejor Montaje y Mejor Sonido.
- Premio Argentores Sociedad General de Autores de la Argentina 2017.
- Premio INCAA TV CINE.AR  2017.
- Premio Egeda 2017.

- Participación en otros festivales: Zurich Film Festival, 2017 / Festival Internacional de Cine de Palm Springs, 2017 / Kosmorama Trondheim 2017,  Norway / Latin American Film Festival, Salzbourg + Vienna, 2017 / Festival MOOOV, Belgium, 2017 /  Lucca Film Festival, Italy, 2017 / San Francisco Film Festival, 2017 / Istanbul Film Festival, 2017 / Seattle Film Festival, 2017 / New Horizons International Film Festival,  Polonia, 2017 / 35 Festival Cinematográfico de Uruguay, 2017.

### Premios Fénix
| Año  | Categoría        | Candidato                                               | Resultado | Ref.  |
| ---- | ---------------- | ------------------------------------------------------- | --------- | ----- |
| 2017 | Mejor fotografía | Ramiro Civita                                           | Pendiente | [ 3 ] |
| 2017 | Mejor sonido     | Santiago Fumagalli Pierre-Yves Lavoué Federico Esquerro | Pendiente | [ 3 ] |

### Premios Sur
Dichos premios serán entregados por la Academia de las Artes y Ciencias Cinematográficas de la Argentina en marzo de 2018.
| Año  | Categoría               | Candidato                        | Resultado |
| ---- | ----------------------- | -------------------------------- | --------- |
| 2017 | Mejor película          | El invierno                      | Pendiente |
| 2017 | Mejor ópera prima       | El invierno                      | Pendiente |
| 2017 | Mejor actriz de reparto | Mara Bestelli                    | Pendiente |
| 2017 | Mejor guion original    | Marcelo Chaparro Emiliano Torres | Pendiente |
| 2017 | Mejor fotografía        | Ramiro Civita                    | Pendiente |